# Camtasia
Camtasia і Camtasia for Mac (раніше Camtasia Studio) — програмне забезпечення для захоплення відео з екрана. Видавцем цього програмного забезпечення є компанія TechSmith. Користувач визначає область екрана чи вікна, котре має бути захопленим, а також встановлює параметри запису перед його початком. Camtasia Studio також дозволяє користувачеві записувати звук з мікрофона або динаміків, а також розмістити на екрані відеоматеріали з вебкамери.
Camtasia Studio має можливість запису зображення з екрана у відеофайли різних форматів, є можливість редагування відео, є вбудовані Macromedia Flash (SWF) і відео програвачі. Camtasia захоплює дії й звуки в будь-якій частині Windows-Систем і зберігає у файл стандарту AVI. Зроблене за допомогою програми відео можна експортувати у кілька підтримуваних програмою форматів.

## Функціональність
Ключові можливості:
- чіткий запис, того що відбувається на екрані, включаючи запис вебкамери, звуку, системних звуків і так далі
- додавання великої кількості візуальних ефектів
- підготовка представлення записаного
- додавання, вирізання, злиття й розрізування відеокліпів
- додавання і редагування аудіо
- додавання виразності
- всі можливі функції публікації
- збереження готового відео у форматах AVI, SWF, FLV, MOV, WMV, RM, GIF і CAMV
- велика кількість інших функцій

Крім того, на основі будь-якого відео може бути скомпільований виконуваний exe-файл, який буде містити вбудований програвач. Camtasia Studio дозволяє накладати ряд ефектів, уміє працювати з окремими кадрами, полегшує запис, редагування й публікування високоточного, стислого відео.
Для стиснення відео розробники Camtasia Studio пропонують користувачам використовувати свій «фірмовий» кодек Techsmith Screen Capture Codec (TSCC). Цей кодек показує добрі результати при кодуванні зображення на будь-якій глибині колірності. Його алгоритм мінімально навантажує систему, тому кодек може використовуватися для кодування навіть на дуже слабких конфігураціях.

## Склад
Camtasia Studio містить у собі чотири утиліти: Camtasia Menumaker, Camtasia Player, Camtasia Theater і Camtasia Recorder. Для роботи з усіма цими утилітами служить головний інтерфейс програми.

## Особливості
Функції структуровані навколо 3 основних етапів робочого процесу програми:  запис, редагування та обмін.
Першим кроком є запис відео (з певного регіону або повноекранного режиму) за допомогою Camtasia Recorder. Підтримуються конфігурації з кількома дисплеями.
Другий крок — редагувати записане відео в Camtasia, додаючи переходи, анотації та всі види розширених функцій редагування та ефектів (ефекти курсора, візуальні ефекти…)
Третій крок — поділитися створеним відео у вигляді локального файлу (MP4, WMV, AVI, MOV…) або завантажити його на медіа чи платформу обміну файлами (YouTube, Google Drive…)

## Camtasia Recorder
У Camtasia Recorder користувачі можуть починати та зупиняти запис за допомогою комбінації гарячих клавіш у будь-який час, після чого запис можна зупинити, а Camtasia Recorder може відтворити запис, який був записаний у формат CAMREC. Файл CAMREC можна зберегти на диск або безпосередньо імпортувати в компонент Camtasia для редагування. Camtasia Recorder дозволяє записувати аудіо під час знімання екрана, тому доповідач може записувати живу розповідь під час демонстрації або презентації. Camtasia також підтримує дубляж інших звукових доріжок або закадровий голос під час редагування після фільмування. Користувачі також можуть завантажити надбудову для Microsoft Power Point, яка дозволить їм ініціювати запис презентації з самого Power Point.

## Camtasia
У Camtasia (також відомий як редактор Camtasia) мультимедійні об'єкти різних форматів можна імпортувати в бібліотеку кліпів і впорядковувати їх у часовому порядку та стикувати доріжки, використовуючи форму тимчасової шкали елементів керування користувача. Можуть бути додані накладення різних типів, включаючи визначені користувачем налаштування, наприклад, коли і як показувати курсор і ефекти панорамування та масштабування, наприклад ефект Кена Бернса.

## Постпродакшн
Після запису презентації в Camtasia Recorder компонент Camtasia можна використовувати для зміни аудіо та відео, що зображаюся як доріжки, використовуючи інтерфейс керування часовою шкалою та бібліотеку об'єктів з інтегрованим вікном попереднього перегляду. Зображення в інформаційному вікні праворуч є знімком екрана інтерфейсу шкали часу. Крім того, Camtasia дозволяє автоматичні субтитри (мовлення в текст), голосове накладання для доповідача або редактора, а також можливість додавати звукові ефекти в різних форматах.

## Сфера застосування
Сфера застосування Camtasia Studio може бути різноманітною. За заявою розробників, програма може знадобитися, як мінімум, у п'ятдесяти різних ситуаціях. Її можна використовувати для створення інтерактивних файлів довідки, демонстрації нових можливостей програм, для запису демонстраційних роликів застосунків і комп'ютерних ігор, для тренування, творчості, дистанційного навчання, розв'язків технічної підтримки, демонстрацій продукту, торговельних презентацій і т. д.

## Відтворення та розгортання
Програма Camtasia дозволяє імпортувати різні типи мультимедійних відео та аудіофайлів, включаючи MP4, MP3, WMV, WMA, AVI, WAV та інші формати, у власний формат Camtasia CAMREC, який можна читати Camtasia. Формат CAMREC — це єдиний контейнер для різноманітних мультимедійних об'єктів, включаючи відеокліпи, нерухомі зображення, знімки екрана документів та контейнери зі спеціальними ефектами. Створене відео можна експортувати до поширених відеоформатів, включаючи MP4, MP4, вбудований у вебсторінку (HTML5), WMV (лише версія для Windows), AVI (лише версія для Windows), MOV (лише версія для macOS) й анімований GIF.

## Системні вимоги
- Windows XP, Windows Vista, Windows 7
- P4 1.5ГЦ, 512
- ОЗП, Microsoft Directx 9,
- 500 Mb вільного місця на HDD